# Клаудија Голдин
Клаудија Дејл Голдин (енгл. Claudia Dale Goldin; 14. мај 1946) америчка је економисткиња. Добитница је Нобелове награде за економију 2023. године 	„за унапређење разумевања исхода на тржишту рада жена”.
Голдинова је најпознатија по радовима о женама и америчкој економији. Радови који су били најутицајнији тичу се утицаја контрацептивних пилула на каријеру и одлуке о браку жене, заједничког образовања жена и мушкараца у високом образовању, историје женског трагања за каријером и породицом, женских презимена након удаје као друштвеног индикатора, разлога због којих је повећан број жена студената и нове животне историје запошљавања жена.